# Wolrad Schwertfeger
Wolrad Schwertfeger (* 11. Juli 1905 in Bückeburg; † 17. Juli 1992 ebenda) war ein deutscher Jurist und Politiker.

## Leben
Wolfrad Schwertfeger wurde als Sohn eines Landesschulrates geboren. Nach dem Abitur am Gymnasium Adolfinum Bückeburg nahm er ein Studium der Rechtswissenschaft an den Universitäten in Marburg, Berlin und Göttingen auf, das er 1927 mit dem Ersten Juristischen Staatsexamen abschloss. Im gleichen Jahr wurde er an der Göttinger Universität zum Doktor der Rechte promoviert (Dissertation: Die Theorie der Beamtenanstellung unter besonderer Berücksichtigung der Lehre vom zweiseitigen Verwaltungsakt). Im Anschluss trat er in den preußischen Justizdienst ein und absolvierte das Referendariat in Hannover, Berlin und Celle. 1930 bestand er das Zweite Juristische Staatsexamen. Danach ließ er sich als Rechtsanwalt in Bückeburg nieder.
Schwertfeger kandidierte 1933 für die Kampffront Schwarz-Weiß-Rot, einem Zusammenschluss aus DNVP und Stahlhelm, und wurde als Abgeordneter in den Landtag des Freistaates Schaumburg-Lippe gewählt, dem er bis zu dessen Auflösung am 14. Oktober 1933 angehörte. Ab 1937 war er Mitglied der NSDAP.
Schwertfeger, der bereits zuvor das Haus Schaumburg-Lippe rechtlich vertreten hatte, arbeitete seit 1936 für die Fürstliche Verwaltung. Von 1937 bis 1969 war er als Hofkammerrat Leiter der Fürstlichen Hofkammer und damit in vielen Belangen Berater und juristischer Vertreter von Wolrad zu Schaumburg-Lippe. 1943 wurde er mit der Geschäftsführung der Wirtschaftskammer Schaumburg-Lippe betraut.
Nach dem Zweiten Weltkrieg engagierte sich Schwertfeger beim Wiederaufbau der Evangelisch-Lutherischen Landeskirche Schaumburg-Lippe. Er war nach 1945 Mitglied des Gemeindekirchenrates und des Kirchenvorstandes in Bückeburg. 1948 wurde er Mitglied im Präsidium des Landeskirchenamtes, dem er von 1966 bis 1980 als Präsident vorstand. Darüber hinaus fungierte er als Vizepräsident des Landeskirchenrates.

## Ehrungen
- Bundesverdienstkreuz 1. Klasse